# DS4
DS 4  (укр. ДС 4) — автомобіль першого середнього класу французької компанії Citroën. З 2011 по 2015 роки модель називалася Citroёn DS4.

## Опис

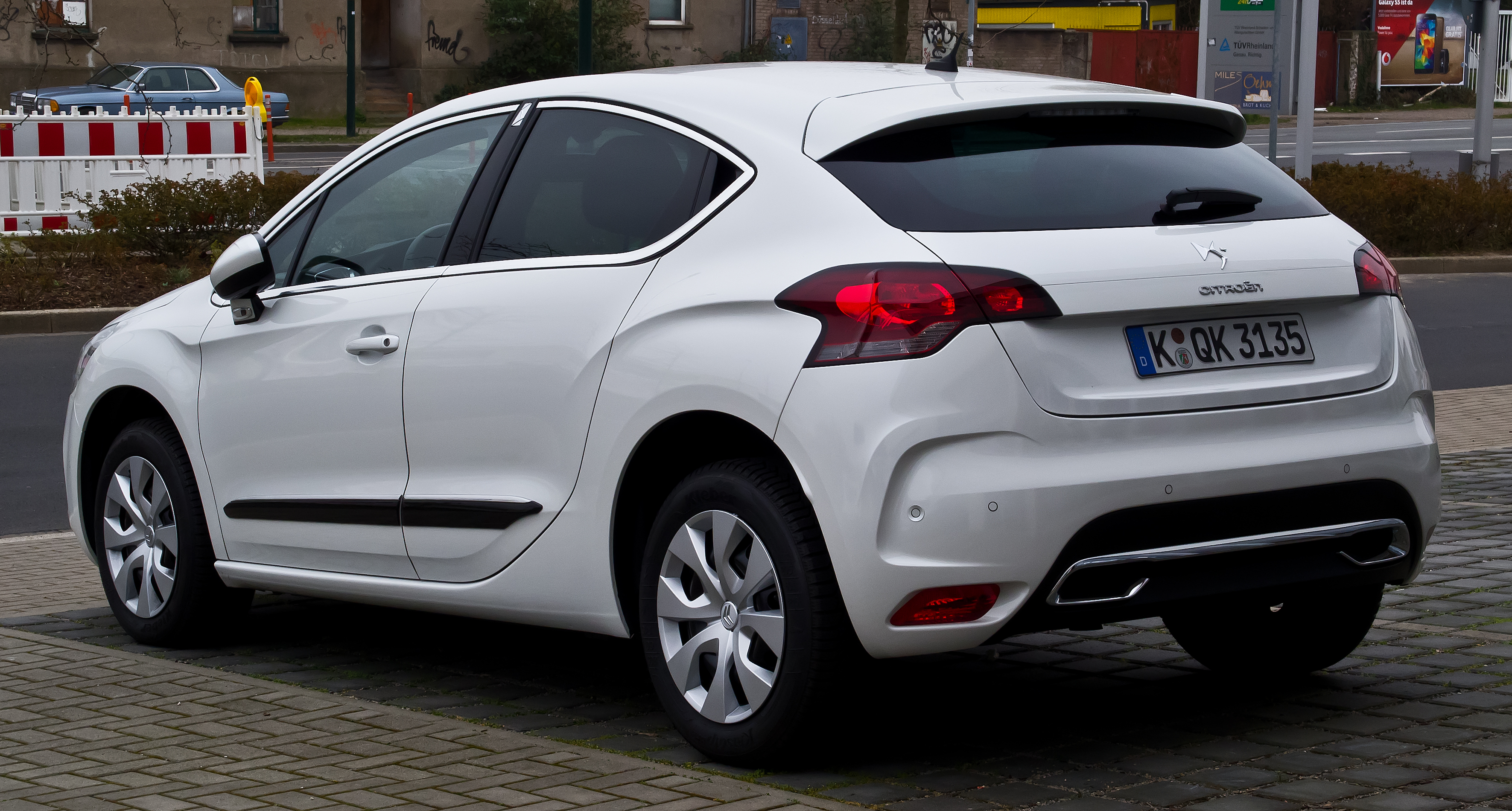
Citroën DS4 SoChic (2011-2015)

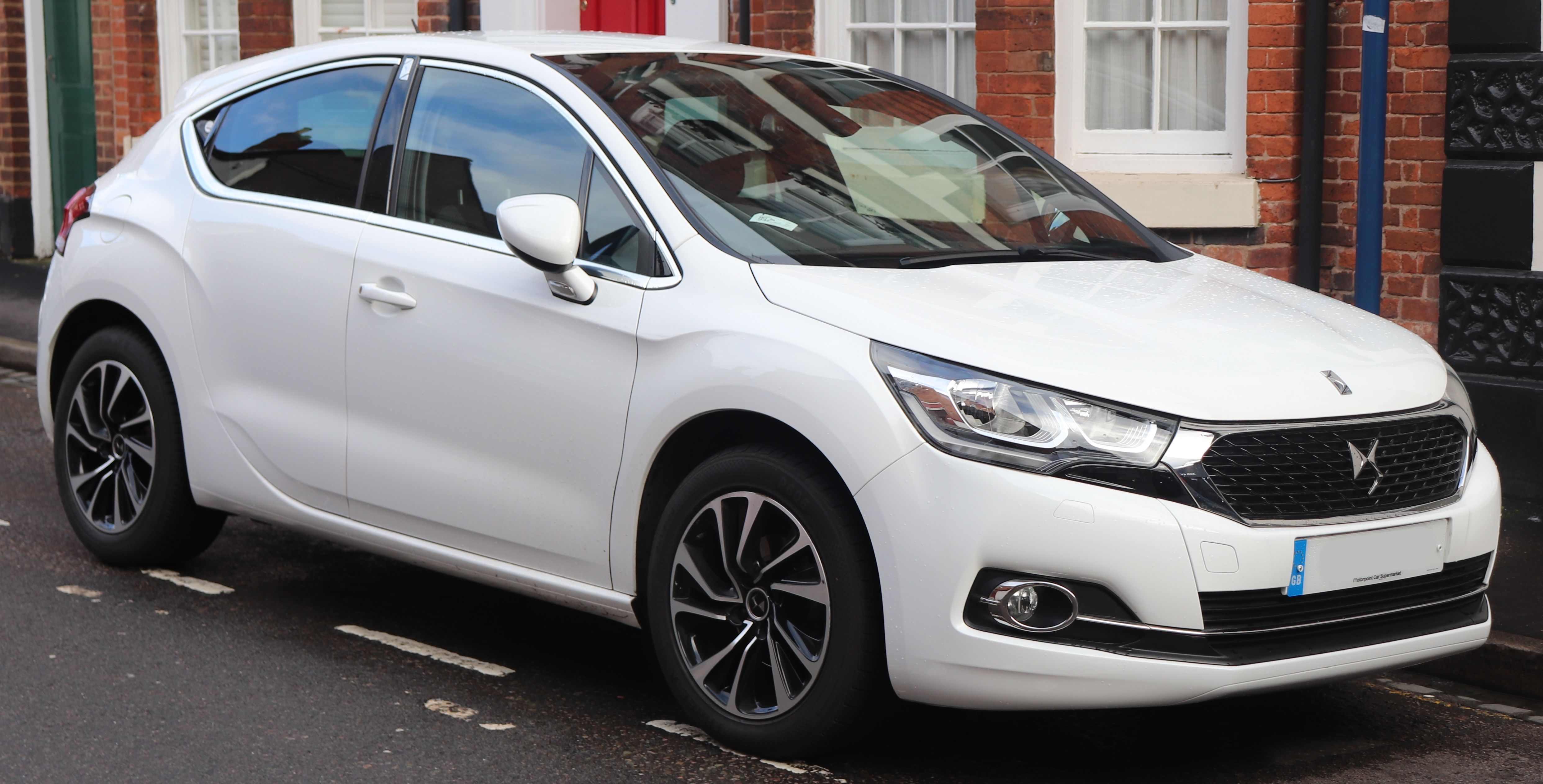
DS4 (2015-2018)

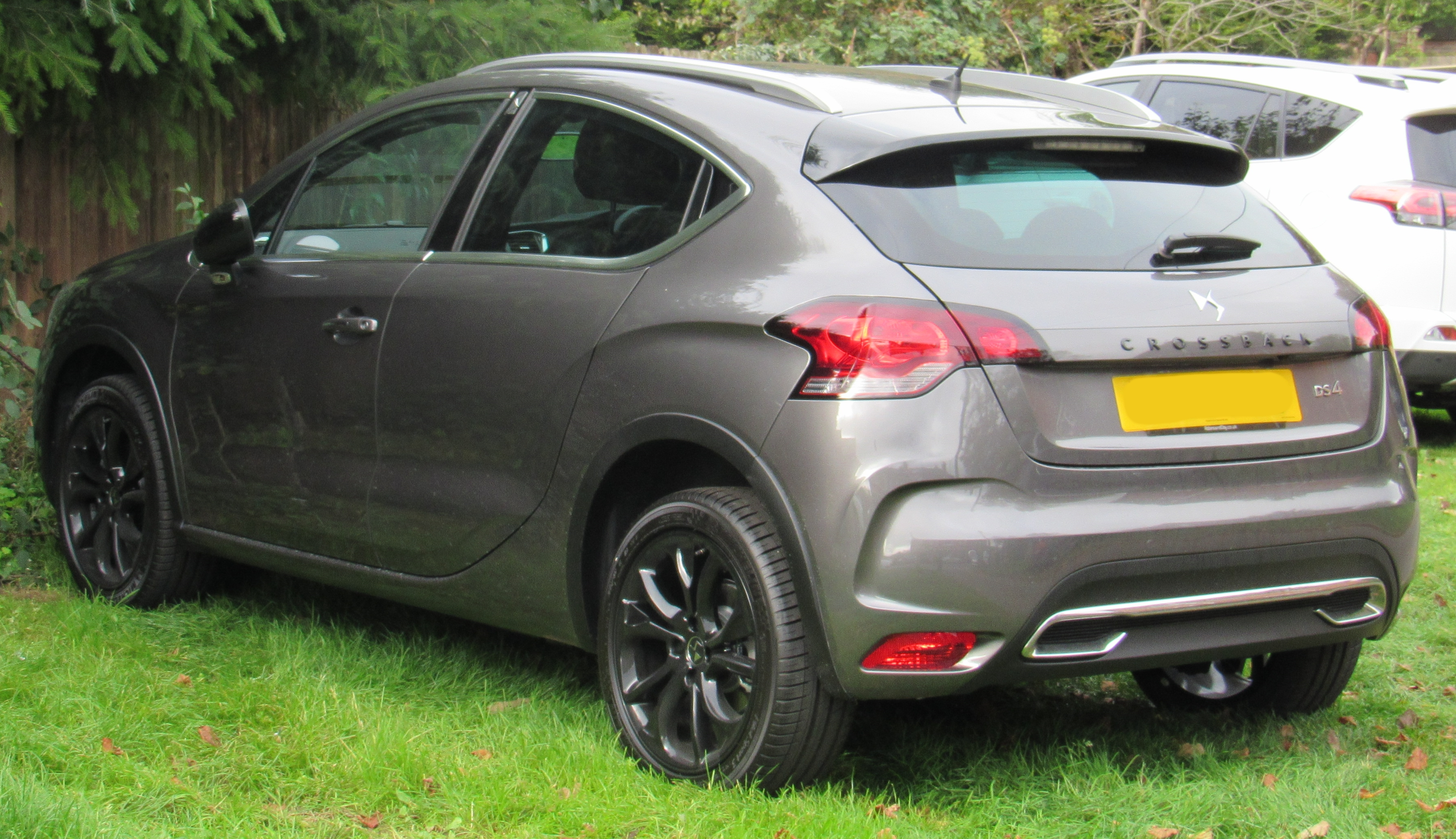
DS4 Crossback (2015-2018)

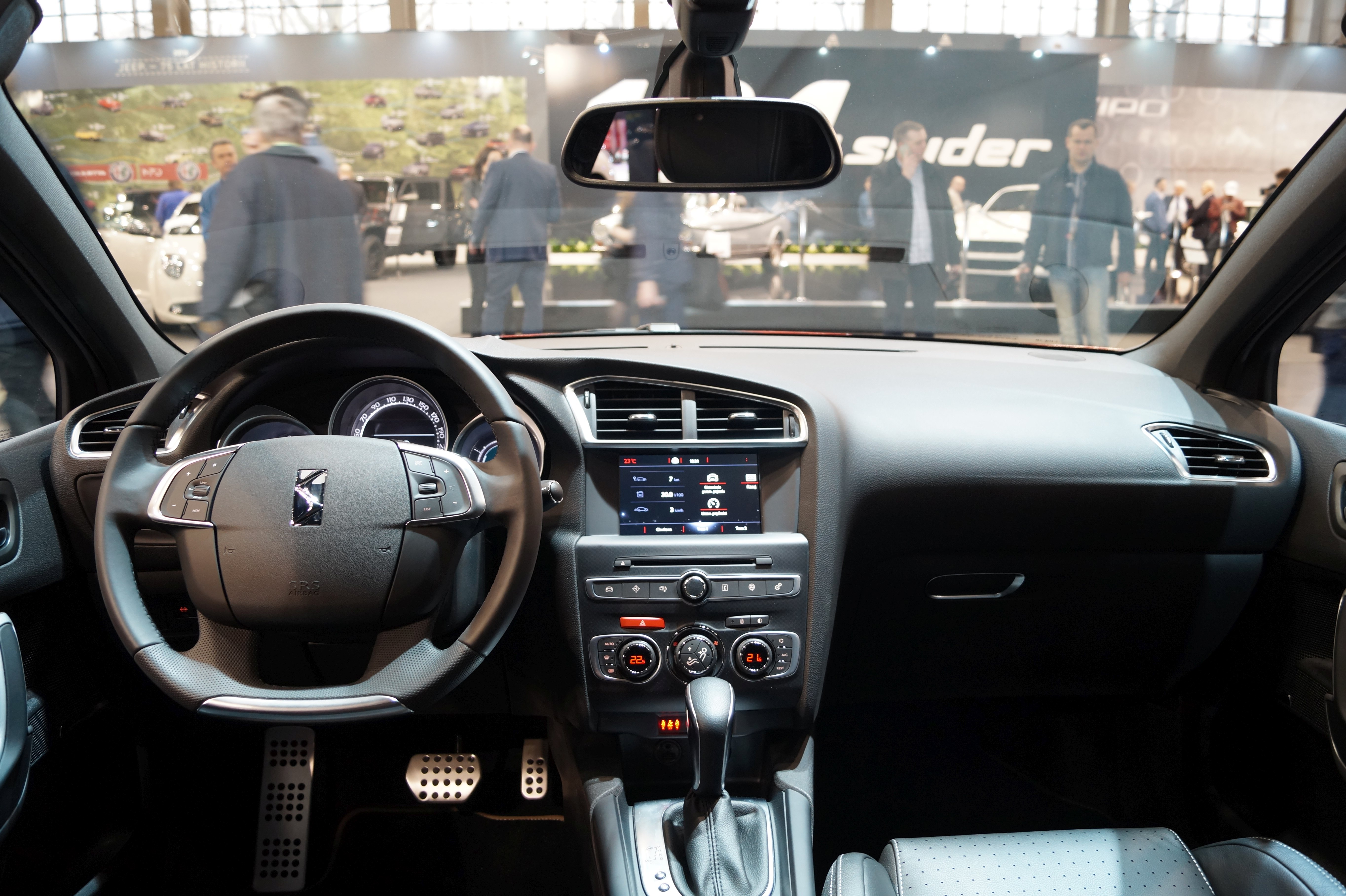
Салон Citroën DS4

П'ята  модель концерну PSA в ринковому сегменті C, і третя самого Citroën, побудована на загальній модульній платформі PF2 2001 року.
Передсерійні зразки представлені на Паризькому Автосалоні у вересні 2010 року. Старт продажів моделі в Європі - травень 2011року.
Модель належить до нового суб-бренду Сітроена - преміум-бренду DS, створеному в 2009 році. Формально на момент виходу на ринок модель не мала попередників ні в основному модельному ряду Сітроена, ні в модельному ряду самого суб-бренду, в якому вона стала лише другою серійною машиною після Citroën DS3.
Частково модель замінила тридверну версію Citroën C4 першого покоління, і хоча конструктивно виконана як 5-ти дверний хетчбек, спочатку позиціонувалася як купе з кількістю дверей 3+2. 
Задні вікна фіксовані та не зсуваються.   
В порівнянні з базовим Citroën C4 II, що випускається паралельно, DS4 позиціонується як преміум модель. Розробка обох моделей велася практично паралельно.
До переліку стандартного обладнання моделей DS4 входить інформаційно-розважальна система з 7-дюймовим сенсорним екраном. Ця ж система встановлена на інших автомобілях Citroen. Вона вимагає часу для звикання, оскільки простотою використання не відмічається. Хоча моделям DS пощастило, вони отримали повноцінні кнопки під екраном. До бази моделей 2015 року входять система супутникової навігації та функція під’єднання смартфону «Apple CarPlay». До переліку базового обладнання безпеки увійшли: шість подушок безпеки, контроль стабільності та фіксатори дитячих крісел ISOFIX. Моніторинг сліпих зон та система слідкування за розміткою також доступні. 
За замовчуванням об'єм багажного відсіку дорівнює 359 л, а якщо скласти спинку другого ряду, одержимо вже 1021 вільний літр.

### Двигуни
Бензинові
- 1.2 л I3 PureTech 130 к.с.
- 1.6 л I4 VTi 120 к.с.
- 1.6 л I4 THP Turbo 155 к.с.
- 1.6 л I4 THP Turbo 163 к.с.
- 1.6 л I4 THP Turbo 165 к.с.
- 1.6 л I4 THP Turbo 200 к.с.
- 1.6 л I4 THP Turbo 210 к.с.

Дизельні
- 1.6 л I4 HDi 92 к.с.
- 1.6 л I4 HDi 112 к.с.
- 1.6 л I4 e-HDi 112 к.с.
- 1.6 л I4 e-HDi 114 к.с.
- 1.6 л I4 BlueHDi 120 к.с.
- 2.0 л I4 BlueHDi 150 к.с.
- 2.0 л I4 HDi 163 к.с.
- 2.0 л I4 BlueHDi 180 к.с.

## Виробництво і продаж
| рік  | виробництво | продаж |
| 2010 | 300         | 200    |
| 2011 | 34,593      | 29,477 |
| 2012 | 30,700      | 33,157 |
| 2013 |             | 29,802 |
| 2014 |             | 21,643 |
| 2015 |             | 18,825 |
| 2016 |             | 19,938 |
| 2017 |             | 12,257 |
| 2018 |             | 5,381  |